# Hoa hậu Thiếu niên Trái đất
Miss Teen Earth là cuộc thi sắc đẹp quốc tế được tổ chức thường niên mỗi năm một lần, có trụ sở chính tại Ecuador, cuộc thi này chỉ dành cho các cô gái có độ tuổi 13–19. Cuộc thi chủ yếu nhằm vào các hoạt động tuyên truyền cứu giúp các trẻ em bị ung thư, ngoài ra cuộc thi cũng quảng bá nền du lịch, ẩm thực và văn hóa của Ecuador.
Đương kim hoa hậu hiện tại là Maria Laura Mariano da Silva của Brazil,
người đã đăng quang vào ngày 23 tháng 10 năm 2021, tại Guayaquil, Ecuador.

## Hoa hậu

### Danh sách

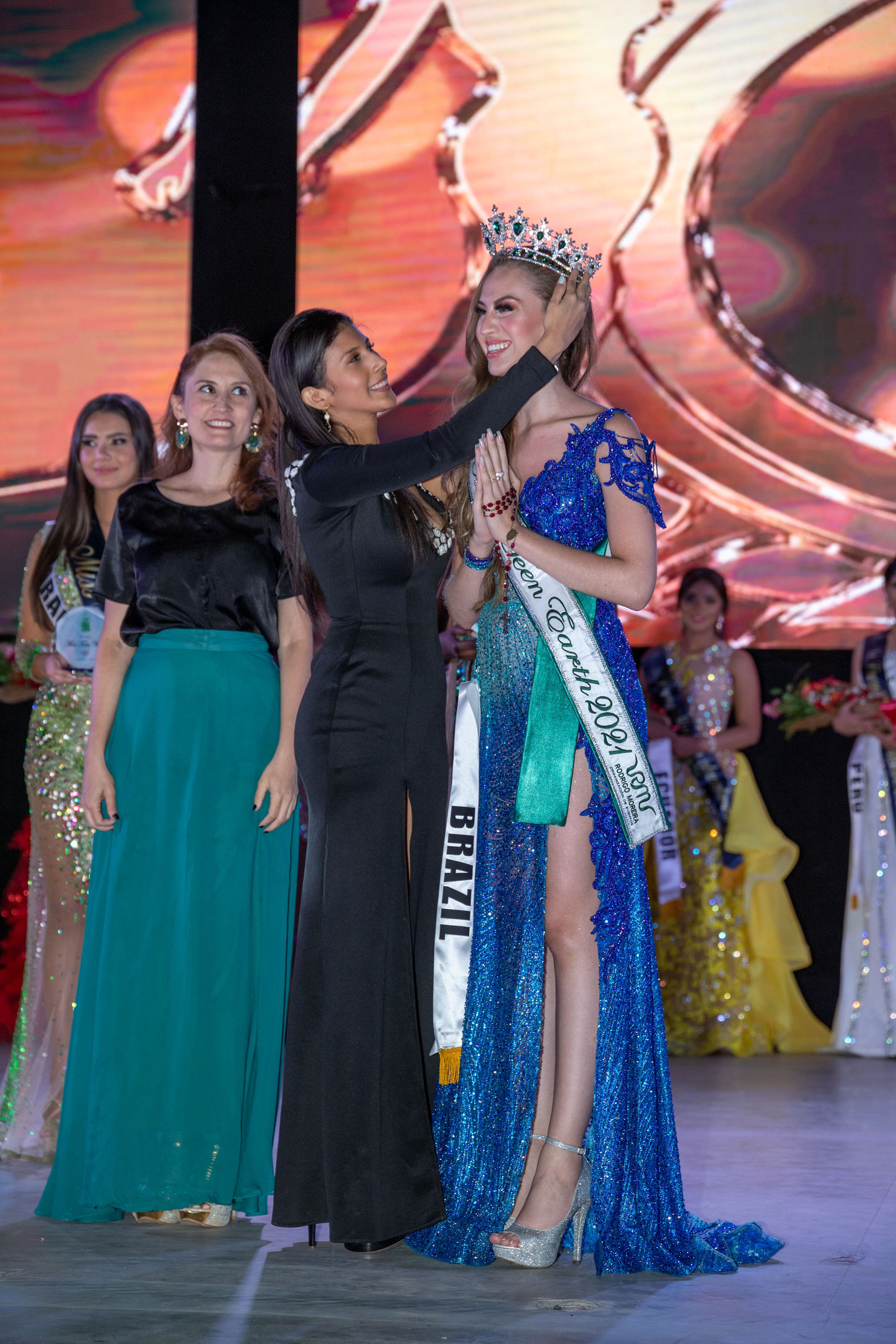

| Năm  | Hoa hậu                        | Quốc gia    | Tuổi | Tổ chức                  | Địa điểm                           | Ngày       |
| ---- | ------------------------------ | ----------- | ---- | ------------------------ | ---------------------------------- | ---------- |
| 2021 | Maria Laura Mariano da Silva   | Brasil      | 18   | Guayaquil, Ecuador       | Concha Acústica, công viên Samanes | 23/10/2021 |
| 2020 | Evelyn Cartagena               | Ecuador     | 19   | Milagro, Ecuador         | Tòa thị chích, GAD Milagro         | 19/9/2020  |
| 2019 | Arisbe Cueto Ramírez           | México      | 16   | Guayaquil, Ecuador       | Trung tâm thương mại Las Cámaras   | 1/9/2019   |
| 2018 | Shanty Kanhai Agrela           | Aruba       | 19   | Milagro, Ecuador         | Công viên trung tâm Milagro        | 1/9/2018   |
| 2017 | Emily Garcia                   | Brasil      | 16   | Milagro, Ecuador         | Công viên trung tâm Milagro        | 3/9/2017   |
| 2016 | Sarah Levandowski Rock         | Hoa Kỳ      | 16   | Thành phố Panama, Panama | Khách sạn & Sòng bạc Continental   | 1/10/2016  |
| 2015 | María Daniela Cepeda Matamoros | Ecuador     | 19   | Thành phố Panama, Panama | Khách sạn & Sòng bạc Continental   | 17/10/2015 |
| 2014 | Stella Velez Iandoli           | Venezuela   | 18   | Thành phố Panama, Panama | Khách sạn El Panamá                | 25/10/2014 |
| 2013 | Raisa Nicole Velez Contreras   | Puerto Rico | 15   | Milagro, Ecuador         | Coliseo Edmundo Valdez             | 1/9/2013   |
| 2012 | María del Cisne Rivera Álvarez | Ecuador     | 16   | Guayaquil, Ecuador       | Thính phòng Espol Las Peñas        | 16/9/2012  |

### Số lần đăng quang
| Quốc gia    | Số lần | Năm              |
| ----------- | ------ | ---------------- |
| Ecuador     | 3      | 2012, 2015, 2020 |
| Brazil      | 2      | 2017, 2021       |
| Mexico      | 1      | 2019             |
| Aruba       | 1      | 2018             |
| Brazil      | 1      | 2017             |
| Hoa Kỳ      | 1      | 2016             |
| Venezuela   | 1      | 2014             |
| Puerto Rico | 1      | 2013             |

## Á hậu

### Danh sách
| Năm  | Về nhì (Á 1)                     | Về ba (Á 2)                    | Về tư (Á 3)                           |
| ---- | -------------------------------- | ------------------------------ | ------------------------------------- |
| 2012 | Jhairie Aguilar · Hoa Kỳ         | Mónica Serrano · Puerto Rico   | Dahiana Villalona · Cộng hòa Dominica |
| 2013 | Megan Trenidad · Curaçao         | Iris Carvallo · Ecuador        | Laura Ornano · Panama                 |
| 2014 | Mónica Carrillo · México         | Gabriela Nepomuceno · Brasil   | Débora Zamora · Ecuador               |
| 2015 | Mariannette Torres · Puerto Rico | Grace Jiménez · Panama         | Ana Ramírez · México                  |
| 2016 | Allison Roberts · México         | Sayra León · Ecuador           | Patricia Barreto · Paraguay           |
| 2017 | Leticia Lezcano · Paraguay       | Carla Navarro · México         | Yenny Sanoja · Venezuela              |
| 2018 | Joseane Bonissoni · Brasil       | Zahira Pérez · Puerto Rico     | Bhavna Jain · Ấn Độ                   |
| 2019 | Sabrina Alarcón · Paraguay       | Francine Gamboa · Philippines  | Betty Hoyos · Colombia                |
| 2020 | Hikari Kanji · Nhật Bản          | Alexandra Angela · Tây Ban Nha | Natalia Svetlana · Nga                |
| 2021 | Gugulethu Mayisela · Nam Phi     | Paola Delgado · Paraguay       | Ángeles Rivera · Perú                 |